# Vereinigte Volksbank Raiffeisenbank (Reinheim)

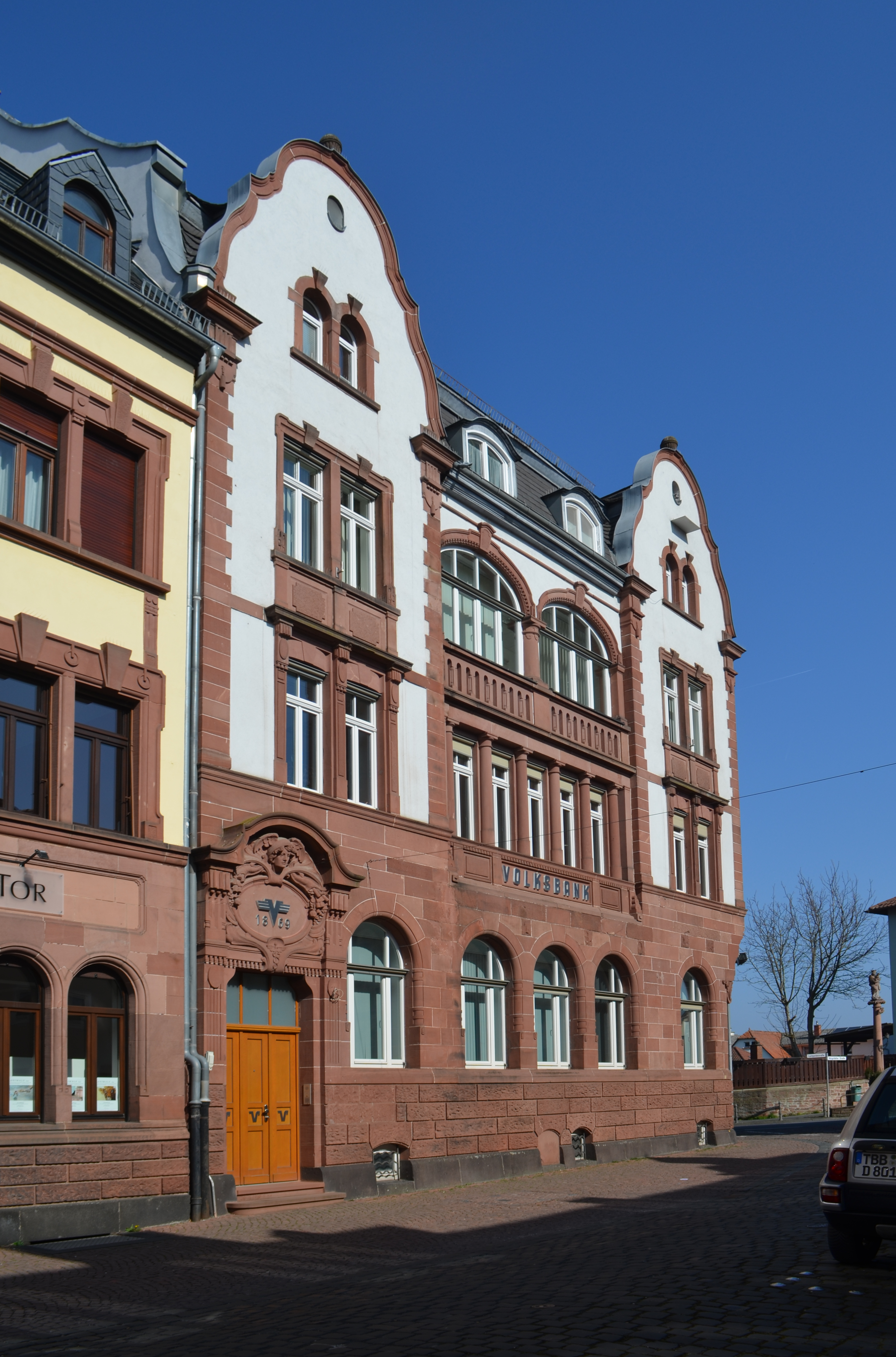
Filiale in Miltenberg, Hauptstraße 2

Die Vereinigte Volksbank Raiffeisenbank eG  ist eine Genossenschaftsbank und hat ihren Sitz in Reinheim im Landkreis Darmstadt-Dieburg in Hessen. Das Geschäftsgebiet der Bank liegt in Südhessen, zwischen Rhein, Main und Neckar.
Die Niederlassung Volksbank Odenwald umfasst die Landkreise Odenwald sowie Teile des angrenzenden Landkreises Darmstadt-Dieburg.
Die Niederlassung Raiffeisen-Volksbank Miltenberg umfasst neben dem Landkreis Miltenberg Teile der angrenzenden Landkreise Aschaffenburg, Main-Spessart, Neckar-Odenwald-Kreis und Main-Tauber-Kreis.

## Geschichte
Die Unternehmensgeschichte geht auf das Jahr 1863 zurück, als der Vorschussverein König gegründet wurde. Im Jahre 1871 wurde dieser in die Volksbank Odenwald umgewandelt.
Zum 1. Januar 2016 fusionierte die Volksbank Odenwald mit der Raiffeisen-Volksbank Miltenberg. Die fusionierte Bank firmiert nunmehr als Vereinigte Volksbank Raiffeisenbank eG, die bisherigen Hauptstellen in Michelstadt und Miltenberg als Volksbank Odenwald – Niederlassung der Vereinigte Volksbank Raiffeisenbank eG bzw. als Raiffeisen-Volksbank Miltenberg – Niederlassung der Vereinigte Volksbank Raiffeisenbank eG.

## Organisationsstruktur
Rechtsgrundlagen sind das Genossenschaftsgesetz und die von der Vertreterversammlung der Bank erlassene Satzung. Organe der Bank sind der Vorstand, der Aufsichtsrat und die Vertreterversammlung. Die Vertreterversammlung besteht aus den gewählten Mitgliedern der Bank, welche alle weiteren Mitglieder vertritt. Sie wählt den Aufsichtsrat, der wiederum den Vorstand ernennt.
Die Bank ist der Sicherungseinrichtung des Bundesverbandes der Deutschen Volksbanken und Raiffeisenbanken angeschlossen.

## Ausrichtung
Die Bank betreibt Geschäfte als Universalbank mit Filialstruktur. Insgesamt verfügt sie über 46 Filialen, in denen Privat- und Geschäftskunden beraten werden. Die Produktpalette beinhaltet neben den traditionellen weit gefächerten Bankangeboten auch die neuesten elektronischen Direktbankleistungen. Zusätzlich bietet sie Telefon- und Onlinebanking an.

## Tochterunternehmen
2007 wurde die Volksbank Immobilien GmbH (vormals Volksbank Odenwald Immobilien GmbH) als hundertprozentiges Tochterunternehmen gegründet. Sie befasst sich im Wesentlichen mit dem Verkauf und der Vermittlung von Immobilien. Zudem wird die voba solutions GmbH unterhalten.

## Gesellschaftliches Engagement
Seit 2007 unterhält die Bank die Stiftung „Unsere Kinder, unsere Zukunft“ mit dem Zweck, Kinder und Jugendliche in der Region zu unterstützen, etwa durch finanzielle Zuschüsse für neue Anschaffungen von Kindergärten und Schulen. Die Anfang 2009 auf Initiative der Bank und mehrerer Kommunen gegründete Energiegenossenschaft Odenwald eG investiert unter anderem in Photovoltaikanlagen zur umweltfreundlichen regenerativen Energiegewinnung.

## Kritik
Nach einem Bericht von Spiegel TV schloss die Vereinigte Volksbank Raiffeisenbank über die Filiale Michelstadt „im großen Stil“ Darlehensverträge zu überhöhten Zinssätzen mit Opfern einer gewerbsmäßigen Betrugsmasche, bei der von organisierten Gruppen vielfach überteuerte faksimilierte Bücher verkauft wurden. Dies soll mit vorgefertigten Formularen ohne ausreichende Kreditprüfung erfolgt sein. Anwaltlich ließ die Vereinigte Volksbank Raiffeisenbank mitteilen, dass sie das „negative Urteil“ über die zu tausenden Euro verkauften, jedoch quasi wertlosen Bücher nicht nachvollziehen kann, kündigte jedoch ein Ende derartiger Produktfinanzierungen zum 31. Dezember 2023 an.